# Salvador Cabrera
Salvador Cabrera Aguirre (ur. 21 sierpnia 1973 w mieście Meksyk) – meksykański piłkarz występujący na pozycji środkowego obrońcy.

## Kariera klubowa
Cabrera pochodzi ze stołecznego miasta Meksyk i jest wychowankiem tamtejszego zespołu Club Necaxa. W jej barwach zadebiutował w meksykańskiej Primera División za kadencji trenera Manuela Lapuente – 27 listopada 1994 w zremisowanym 1:1 meczu z Toros Neza. W tym samym sezonie – 1994/1995 – wywalczył z Necaxą pierwsze w historii klubu mistrzostwo Meksyku, a także krajowy puchar – Copa México – i superpuchar – Campeón de Campeones. Triumfował również w Pucharze Zdobywców Pucharów CONCACAF i w kolejnych rozgrywkach – 1995/1996 – po raz kolejny zdobył tytuł mistrza kraju. Wszystkie te sukcesy zanotował jednak w roli rezerwowego i nie potrafił sobie wywalczyć miejsca w wyjściowym składzie, przez co odszedł na roczne wypożyczenie do drugoligowego CD Irapuato.
Po powrocie do Necaxy Cabrera został podstawowym zawodnikiem ekipy i w wiosennym sezonie Verano 1998 osiągnął z nią wicemistrzostwo Meksyku, natomiast w jesiennej fazie Invierno 1998 trzecie już mistrzostwo kraju. Wówczas także strzelił pierwszego gola w najwyższej klasie rozgrywkowej – 8 sierpnia 1998 w wygranej 4:0 konfrontacji z Pachucą. W 1999 roku wygrał turniej Pucharu Mistrzów CONCACAF, dzięki czemu mógł wziął udział w Klubowych Mistrzostwach Świata – tam z kolei Necaxa zajęła trzecie miejsce, pokonując po rzutach karnych Real Madryt, natomiast sam zawodnik zdobył bramkę w wygranym 3:1 spotkaniu z South Melbourne.
Wiosną 2001 Cabrera został ściągnięty przez byłego szkoleniowca z Necaxy i reprezentacji, Manuela Lapuente, do stołecznej ekipy Atlante FC, gdzie spędził rok. W rozgrywkach Verano 2002, ponownie jako gracz Necaxy, wywalczył z nią trzecie już wicemistrzostwo kraju. Sezon 2003/2004 spędził w Puebla FC, natomiast później przez pół roku grał także w drugoligowych rezerwach CF Pachuca o nazwie Pachuca Juniors. Pod koniec swojej kariery wygrał z Necaxą rozgrywki InterLigi 2007, dzięki czemu mógł wziąć udział w turnieju Copa Libertadores; tam wystąpił w jednym spotkaniu, natomiast jego drużyna odpadła w 1/8 finału. Karierę piłkarską zakończył w wieku 34 lat. W późniejszym czasie pracował jako asystent w trzecioligowym Deportivo Contreras i rezerwach Querétaro FC.

## Kariera reprezentacyjna
W seniorskiej reprezentacji Meksyku Cabrera zadebiutował 10 lutego 1999 w przegranym 0:1 meczu towarzyskim z Argentyną. W tym samym roku został powołany przez selekcjonera Manuela Lapuente na turniej Copa América, gdzie nie rozegrał ani jednego spotkania, natomiast jego kadra zajęła trzecie miejsce. Rok później znalazł się w składzie na Złoty Puchar CONCACAF; tam z kolei Meksykanie odpadli już w ćwierćfinale, natomiast Cabrera dwukrotnie pojawiał się na boisku. Swój bilans reprezentacyjny zamknął ostatecznie na dziewięciu rozegranych meczach bez zdobytej bramki.